# Кевін Тен
Кевін Тен  (англ. Kevin Tan, кит.: 谭凯文, Кей Вень Тань, 24 вересня 1981) — американський гімнаст, олімпійський медаліст.

## Виступи на Олімпіадах
| Олімпіада  | Дисципліна       | Місце             |
| ---------- | ---------------- | ----------------- |
| Пекін 2008 | абсолютний залік | 76 (кваліфікація) |
| Пекін 2008 | командний залік  | 3                 |
| Пекін 2008 | перекладина      | 47 (кваліфікація) |
| Пекін 2008 | кільця           | 9 (кваліфікація)  |
| Пекін 2008 | кінь             | 41 (кваліфікація) |